# Monastère de Dargyé
Le Monastère de Dargyé (tibétain : དར་རྒྱས་དགོན་པ།, Wylie : dar rgyas dgon pa ou tibétain : བཀྲ་ཤིས་དར་རྒྱས་ཕུན་ཚོགས་གླིང།, Wylie : Bkra shis dar rgyas phun tshogs gling ; chinois : 大金寺 ; pinyin : dàjīn sì) est un monastère de l'école gelug du bouddhisme tibétain situé dans l'aire de Karzé, dans l'actuelle préfecture autonome tibétaine de Garzê, province du Sichuan. Il est construit en 1642 .

## Histoire
Le monastère est fondé en 1642 par Jedrung Sherab Wangpo à l'extérieur de Kandze, dans le Kham. C'est le plus grand des monastères de la région de Hor, qui ont été établis par les Qoshots, les protecteurs mongols des gelugpa.

### Guerre entre le Tibet et le gouvernement de Beiyang au Xikang
Le Tibetologue Ryōsuke Kobayashi (japonais : 小林亮介) a étudié, dans le cadre d'une étude financée par le Conseil européen de la recherche, la situation de ce monastère pendant la période gouvernement du Tibet central indépendant de fait (1912-1951) en se basant sur les textes des anglais, tibétains et chinois conservés à Taipei (Taïwan)  par Academia sinica et Academia historica, ainsi que la British Library et les National Archives de Londres, au Royaume-Uni.
Les britanniques étaient désireux, après la révolution chinoise de garder son influence sur le Tibet, ayant peur que la République ou la Russie en prenne le contrôle. De son côté la République de Chine dès 1912 déclare que le dalaï-lama reste le patron du bouddhisme (释教宗主, shìjiào zōngzhǔ) et essaie de le persuader de participer à la république des cinq races (五族共和), un slogan de transition vers la république . Bien qu'il soit impossible de dire qu'à un moment le pouvoir central chinois ou le pouvoir de Lhassa ai le seul contrôle du Kham, le Dalaï-lama prétendait devant les anglais, pendant les négociations tripartites, contrôler le Kham en raison de son influence sur ses monastères. Les Britanniques proposèrent de créer un Tibet intérieur contrôlé par Lhassa et un Tibet extérieur autonome à Lhassa et sous suzeraineté de Pékin.
Pendant la période le gouvernement central du Ganden Phodrang, dirigé par le dalaï-lama contrôlait les moines du monastère de Dargyé, dans le Kham (alors Xikang), depuis Lhassa. Le 13e dalaï-lama (Thubten Gyatso) le fit le fit militariser dans la guerre qui l'opposait au gouvernement de Beiyang de la République de Chine (1912-1949)[citation nécessaire].